# Валь-д’Аран
Валь-д’Ара́н (в качестве официального принято название на аранском языке — Val d’Aran, исп. Valle de Arán, кат. Vall d’Aran) — район (комарка) в Испании, входит в провинцию Льейда в составе автономного сообщества Каталония в центральных Пиренеях. На севере граничит с Францией (департамент Гаронна Верхняя), на юго-востоке с арагонской провинцией Уэска, на юге с районом (комарка) Альта-Рибагорса, на востоке — с районом (комарка) Пальярс-Собира. Население — 10 295 жителей.
В Валь-д’Аран официальными являются три языка: аранский, который представляет собой диалект окситанского, каталанский и испанский.

## Этимология
Название этой комарки связано с названием долины, в которой она расположена. Наименование Валь-д’Аран аранского происхождения. Устойчивым является мнение, что наименование Валь-д’Аран является плеоназмом, так как означает Долина Долины (val означает долина на аранском, а aran, в свою очередь, с баскского переводится как долина).

## География
Валь-д’Аран является единственным районом (комаркой) Каталонии, входящей в атлантический бассейн.
В долине начинает своё течение река Гаронна, которая, пересекая всю долину и Гасконь, впадает в Атлантический океан.
Также Валь-д’Аран связана со средиземноморским бассейном, так как река Ногера-Пальяреса берёт начало всего в сотне метров от Гаронны, но течёт в противоположном направлении.
30 % территории района находятся на высоте 2000 метров над уровнем моря.

## Экономика
Традиционно в основе аранской экономики лежало животноводство и лесное хозяйство. Тем не менее, в настоящее время главным фактором развития экономики региона является туризм, поскольку Валь-д’Аран популярен у туристов не только летом, но и зимой.
Развитию туризма в данном регионе способствует два фактора: открытие туннеля Вьелла и лыжного курорта Бакейра-Берет. Благодаря этим факторам регион входит в число районов Испании с наибольшим доходом на душу населения.

## История
Валь-д’Аран, как и другие пиренейские долины, была заселена ещё с незапамятных времен. Со временем она стала частью Римской империи. Достоверных сведений на этот счёт нет, но считается, что к началу Галльской войны долина севернее Гаронны уже была частью империи.
С падением империи долина осталась предоставленной сама себе, и успели пройти века до нового упоминания о Валь-д’Аран.

### Средние века

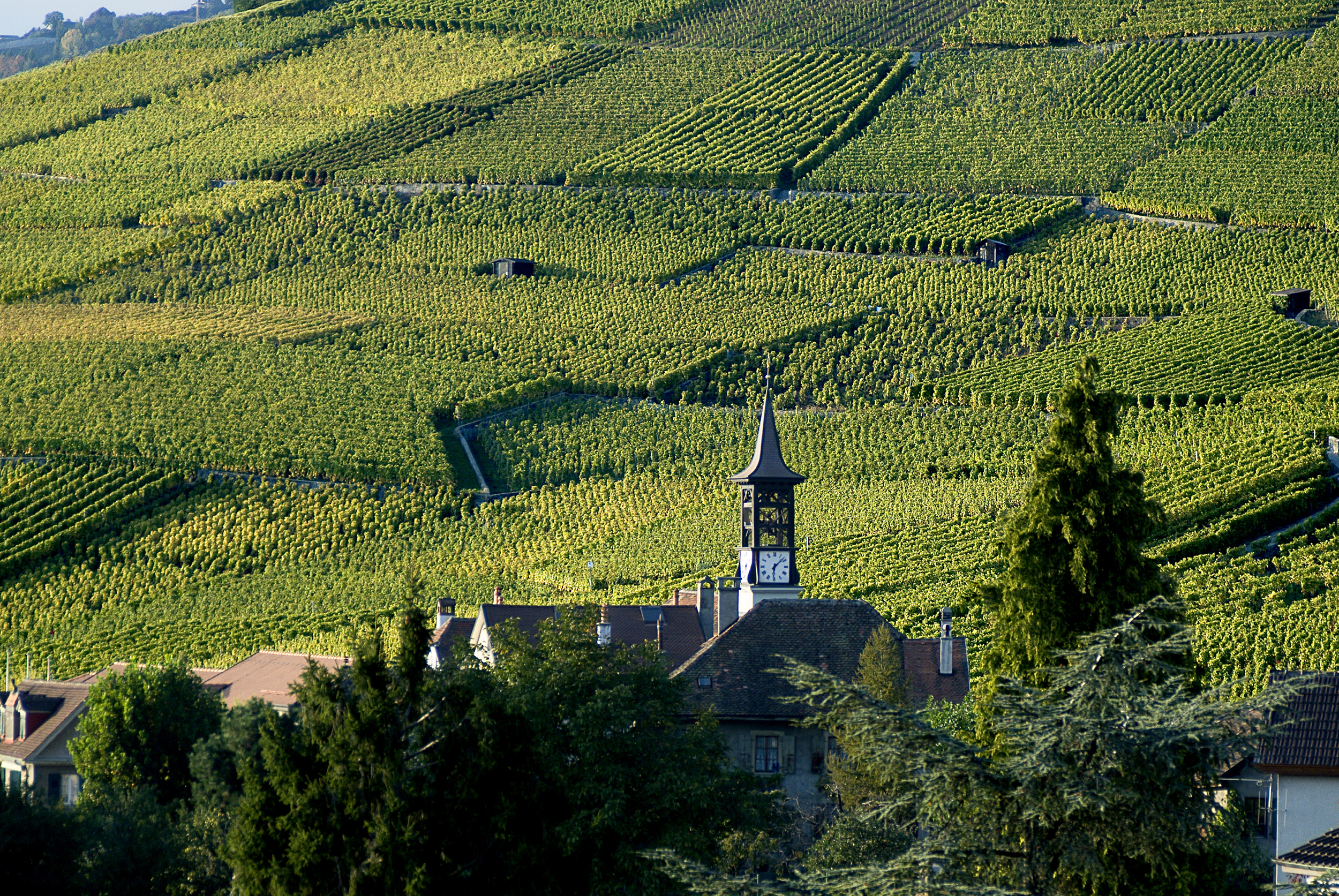
Пейзаж Валь-д’Аран

Первые упоминания о Валь-д’Аран относятся к X веку, когда Долина стала частью Графства Рибагорса.
В сущности, письменные документы с 1108 года по 1134 год ясно указывают, что в этот период правителем Валь-д’Аран был Альфонсо I (король Арагона). Альфонсо I сделал владельцем 24 деревень в долине графа Бигорра Сантюля II за оказанную им помощь в войне против мавров. Это было сделано, несмотря на то, что данная территория находилась под управлением Бернара II де Комменж, племянника Сантюля II Бигоррского. Естественно, что Бернар II де Комменж решил силой вернуть себе свои земли, захватив несколько поместий, в том числе Лабруст.
Долина переходила из рук в руки несколько раз в течение XII—XIII столетий, находясь то под властью Бигорров, то под управлением Комменжей, то входя в состав Королевства Арагонского.
В 1175 году Валь-д’Аран по Ампаранскому мирному договору, подписанному Альфонсо II (королём Арагона), стала частью Короны Арагона.
Педро II (король Арагона) заявил о своих правах на долину, когда пришёл к соглашению с Бернаром IV де Комменж о том, что последний разведётся со своей супругой, Марией де Монпелье, чтобы та, в свою очередь, стала женой короля арагонского, который в обмен на это уступит ряд поместий, среди которых была и Валь-д’Аран. Нет никаких указаний на то, что графы Комменжа через Валь-д’Аран были вассалами короля арагонского. Это позволяет предположить, что они обладали всей полнотой власти в регионе.
В 1298 году в соответствии с Аржельским договором Валь-д’Аран временно, пока конфликтующие стороны не придут к иному соглашению, закреплялся за Королевством Майорка. В 1313 году Филипп IV Красивый заявил о своих правах на Валь-д’Аран. В том же 1313 году король Арагона Хайме II предоставил Валь-д’Аран ряд привилегий, известных как Era Querimònia.
В 1411 году был заключен договор между Валь-д’Аран и Графством Барселонским.

### Новое время

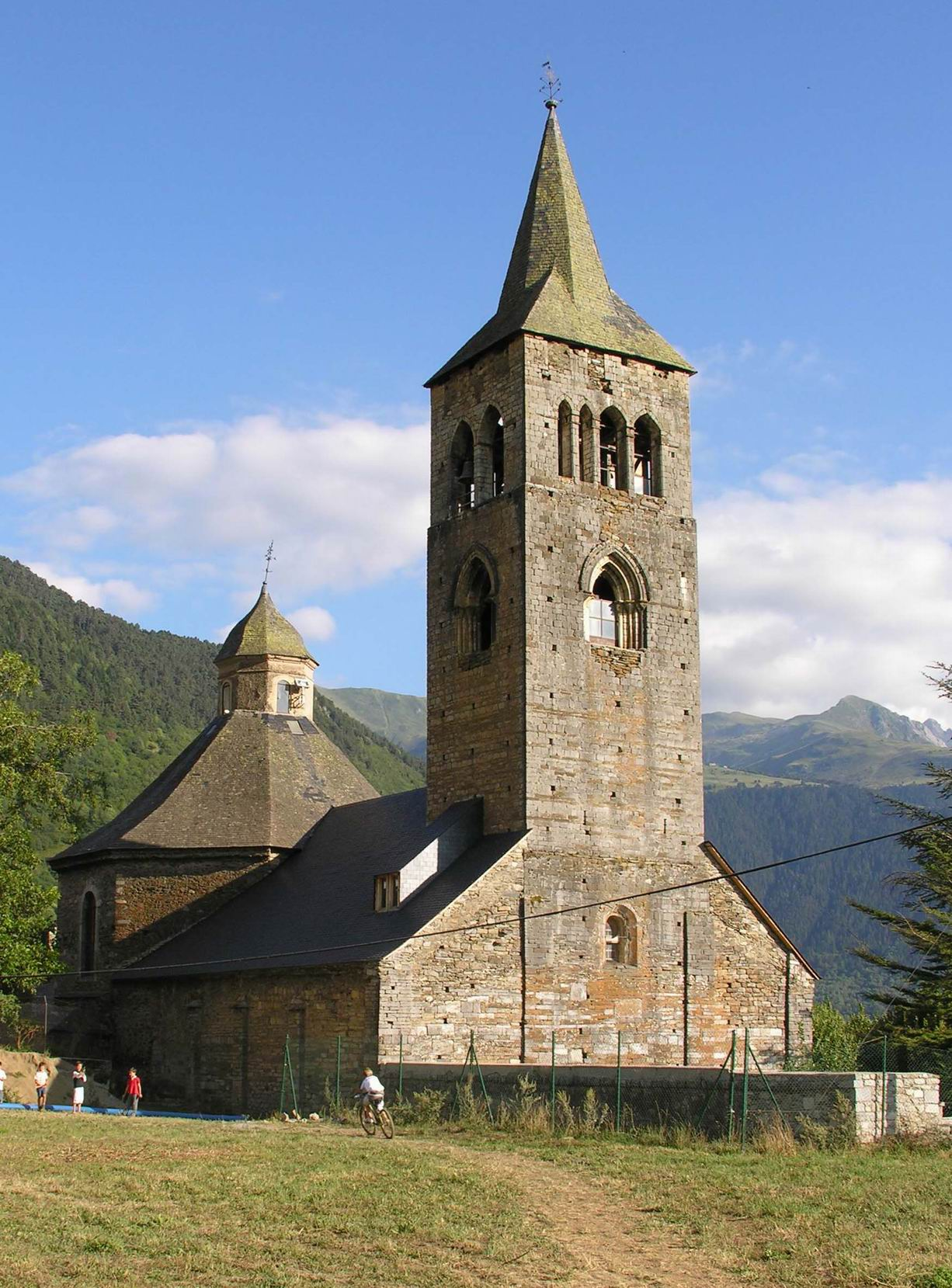
Церковь Сан Фелиу де Вилак

Валь-д’Аран была опустошена во время Сегадорского восстания в 1645.
Позже, во время Войны за испанское наследство, Валь-д’Аран поддерживала эрцгерцога Карлоса Астурийского, за исключением отдельных сторонников французов, таких как барон Лес.
Указ Нуэва Планта 1716 года не оказал практически никакого влияния на политико-административную жизнь Валь-д’Аран, так как к этому моменту Валь-д’Аран не входила в состав Каталонии.
Филипп V предоставил Валь-д’Аран привилегию в виде права использования гербовой бумаги.

### Новейшее время
Наполеон I включил Валь-д’Аран во французский департамент Гаронна Верхняя. После падения Наполеона Валь-д’Аран вернулась в состав Испании в 1815 году.
В 1833, во время регентства Марии Кристины Бурбон-Сицилийской и Первой карлистской войны в Валь-д’Аран были упразднены традиционные аранские институты, а сама Долина была включена в новое административно-территориальное деление Испании в составе провинции Льейды.
В XX происходит налаживание связей региона с остальной Испанией. Первым шагом на этом пути стало строительство шоссе через перевал Бонайгуа (1924), которое позволило поддерживать связь с регионом даже зимой. Позже был построен Вьелльский туннель. Несмотря на то, что первые проекты строительства подобного туннеля относятся ещё к 1832 году, туннель был открыт лишь в 1948, а нормальное движение в нём было налажено только к 1965 году. В настоящее время старый туннель используется в качестве дублёра на случай эвакуации для нового туннеля, открытого в 2007 году.
В 1944 году на территорию Валь-д’Аран проникли партизанские отряды испанских маки, с целью свержения Франко. Большая часть вторгшихся состояла из ветеранов Гражданской войны в Испании и Движения сопротивления.
19 октября 1944 года три тысячи человек вторглись на территорию Валь-д’Аран. Франкистские войска без труда отразили атаку на Вьеллу и перевал Бонайгуа. Кроме всего прочего, причиной поражения стало отсутствие поддержки со стороны местного населения, а также нехватка оружия и тот факт, что испанское правительство было готово к подобному вторжению. 27 октября началось отступление.
Во время Второй Испанской Республики были вновь выдвинуты требования о восстановлении Генерального Совета Валь-д’Аран. В то время, когда шёл пересмотр некоторых положений Закона об автономии Каталонии, организация Centre Aranés — организация, основанная аранской элитой, проживающей в Барселоне, — в официальном письме в Женералитет Каталонии потребовала восстановления Генерального Совета Валь-д’Аран, а также восстановления исторических привилегий района. Но эти попытки не увенчались успехом: после Гражданской войны и диктатуры Франко невозможно было и говорить о восстановлении автономии Валь-д’Аран.
Лишь в 1990 году Законом 16/1990 от 13 июля 1990 года Об особом режиме региона Валь-д’Аран региону была возвращена часть его исторических привилегий. Так, в качестве основных административных органов региона были восстановлены Генеральный Совет Валь-д’Аран и Синдик Валь-д’Аран. Этим же законом третьим официальным языком Валь-д’Аран был признан аранский язык.

## Языки
Валь-д’Аран является единственным регионом, в котором в качестве официального признан диалект окситанского языка. Статус официального аранский язык получил в 1990 году после принятия Закона Каталонии №16/1990 о специальном режиме Валь-д’Арана. Согласно закону аранский стал основным языком среднего образования и информирования граждан, вся местная топонимия с тех пор является официальной только на аранском. Статут (Закон) Каталонии об автономии 2006 года сделал аранский язык, наряду с испанским и каталанским, одним из трёх официальных языков Каталонии. Позднее статус аранского (окситанского) языка как официального в Каталонии был дополнительно закреплён Законом Каталонии №35/2010 «Об окситанском языке».
В последнее время все больше жителей региона считают испанский своим родным языком.

## Флора и фауна
Горные склоны на высоте 1000—2000 метров покрыты лесами. Ниже растут сосны и буки, а также пихты и чёрные сосны. Выше лесов в горах расположены альпийские луга.
Среди животных, находящихся на грани исчезновения и взятых под особую охрану, на территории Валь-д’Аран проживают:
1. Бурый медведь
2. Тундряная куропатка
3. Аранская ящерица
4. Бородач

## Кухня
На аранскую кухню особое влияние оказал климат региона. Суровые зимы предполагали сытную еду. Наиболее типичными блюдами аранской кухни являются всевозможные супы, разные виды тушеного мяса, а также блюдо под названием аранская олья. Наиболее популярным десертом являются блинчики-крепы.

## Административное деление

### Муниципалитеты
Валь-д’Аран делится на 9 муниципалитетов:
1. Аррес
2. Лес (Льейда)
3. Баусен
4. Наут-Аран
5. Боссост
6. Вьелья
7. Эс-Бордес
8. Вилам ос
9. Канехан

### Районы

Районы Валь-д’Аран

Валь-д’Аран делится на 6 исторически сложившихся районов, которые также являются избирательными округами.
1. Куате Локс
2. Ирисса
3. Маркатоса
4. Пужоло
5. Кастьеро
6. Арте э Гаро

### Епархия
Валь-д’Аран входит в епархию Сео-де-Уржель с конца XVIII века. В настоящее время подчиняется епископству Комменж

## Как добраться
Добраться до Валь-д’Аран можно четырьмя путями:
1. Из долины Пальярс через перевал Бойнайгуа (2.072 метра) по шоссе С-28 (старое название — С-142).
2. Из Рибергоцы по шоссе N-230, которое начинается в Льейде.
3. Из Франции по шоссе N-618, которое после пересечения испанской границы будет называться шоссе N-230.
4. Из Баньер де Лишон по шоссе N-125, а затем по шоссе N-141.